# هاينويلي
هاينويلي، «فتاة جوز الهند»، هي شخصية من الفولكلور الويميلي والألوني لجزيرة سيرام في جزر الملوك (جزر مالوكو)، إندونيسيا. وتُعد قصتها أسطورة أصل.
سجل عالم الأعراق الألماني أدولف إي. جنسن أسطورة هاينويلي بعد بعثة معهد فروبنيوس في 1937-8 إلى جزر مالوكو. قادته دراسة هذه الأسطورة في أثناء بحثه عن التضحية الدينية إلى تقديم مفهوم إله ديما في علم الأعراق.
روى جوزيف كامبل لأول مرة أسطورة هاينويلي لمتلقين ناطقين بالإنجليزية في عمله أقنعة الإله.

## الأسطورة
في أحد الأيام عثر رجل يدعى أميتا على جوز الهند في أثناء الصيد، وهو شيء لم يُرى من قبل في سيرام، والذي كان قد علق في ناب خنزير بري. أخذ أميتا، الذي كان فردًا من إحدى العائلات التسع الأصلية لشعب غرب سيرام الذين خرجوا من الموز، جوز الهند إلى منزله. وفي تلك الليلة، ظهر شخص في حلمه وأمره بزراعة جوز الهند. فعل أميتا ذلك، وفي غضون أيام قليلة نما جوز الهند إلى شجرة طويلة وأزهر. تسلق أميتا الشجرة لقطف الزهور وجمع العصارة، ولكن جرح إصبعه في هذه العملية وتساقط الدم على زهرة. بعد تسعة أيام، وجد أميتا في مكان هذه الزهرة فتاة أطلق عليها اسم هاينويلي، والتي تعني «غصن جوز الهند». لفها في السارنغ وأعادها إلى المنزل. نمت إلى النضج بسرعة مذهلة. تمتعت هاينويلي بموهبة رائعة: فكانت تتغوط أشياء ثمينة. وأصبح أميتا غنيًا جدًا بفضل هذا.
حضرت هاينويلي رقصة استمرت تسع ليال في مكان يعرف باسم تامين سيوا. جرى التقليد أن توزع الفتيات مكسرات الأريكا على الرجال في هذه الرقصة. فعلت هاينويلي ذلك، ولكن عندما طلب منها الرجال مكسرات الأريكا، أعطتهم بدلًا من ذلك الأشياء القيمة التي كانت قادرة على إخراجها. وفي كل يوم كانت تقدم لهم شيئًا أكبر وأكثر قيمة: أقراط ذهبية، ومرجان، وأطباق البورسلان، وسكاكين أدغال، وصناديق نحاسية والجونج. وكان الرجال سعداء في البداية، ولكنهم قرروا تدريجيًا أن ما فعله هاينويلي كان غريبًا وقرروا، بدافع الغيرة، قتلها في الليلة التاسعة.
في الرقصات المتتالية، دار الرجال حول النساء في وسط حلبة الرقص، وكانت هاينويلي بينهن، واللاتي وزعن الهدايا. قبل الليلة التاسعة، حفر الرجال حفرة في وسط حلبة الرقص، وخصوا بها هاينويلي، ثم دفعوها في أثناء الرقص أكثر فأكثر إلى الداخل حتى دُفِعَت إلى الحفرة. كوّم الرجال التراب فوق الفتاة بسرعة، وغطوا صرخاتها بأغانيهم. وهكذا دفنت هاينويلي على قيد الحياة، بينما ظل الرجال يرقصون على الوحل ويدوسونه بقوة.
ذهب أميتا، مفتقدًا هاينويلي، للبحث عنها. واكتشف ما حدث عن طريق عراف، ثم نبش جثتها من القبر وقطعها إلى قطع وأعاد دفنها حول القرية. نمت هذه القطع إلى العديد من النباتات المفيدة الجديدة، بما فيها الدرنات، ما أعطى أصلًا للأطعمة الرئيسية التي تمتع بها شعب إندونيسيا منذ ذلك الحين.
جلب أميتا يدي هاينويلي المقطوعتين إلى مولوا ساتين، الإلهة الحاكمة على البشر. بنت له بهما بوابة على شكل حلزوني مر عبرها جميع الرجال. بقي الذين تمكنوا من عبور البوابة بشرًا، رغم أنهم أصبحوا فانين منذ ذلك الحين فصاعدًا، وانقسموا إلى «باتاليما» (رجال الخمسة) و«باتاسيوا» (رجال التسعة). أصبح أولئك الذين لم يستطيعوا عبور العتبة أنواعًا جديدة من الحيوانات أو الأشباح. غادرت ساتين نفسها الأرض وأصبحت حاكمةً عالم الموتى. والباتاسيوا هي المجموعة التي ينتمي إليها شعبي الويميل والألون.